# Adelothericles nigeriae
Adelothericles nigeriae är en insektsart som beskrevs av Marius Descamps 1977. Adelothericles nigeriae ingår i släktet Adelothericles och familjen Thericleidae. Inga underarter finns listade i Catalogue of Life.